# Larcat

Larcat este o comună în departamentul Ariège din sudul Franței. În 1 ianuarie 2022 avea o populație de 49 de locuitori.